# El Vaporcito de El Puerto
El Vaporcito de El Puerto, apodo popular del Adriano Tercero, es una motonave que unía Cádiz con El Puerto de Santa María. Desde 2001, es Bien de Interés Cultural. 
El barco estuvo en activo desde 1955 hasta aproximadamente las 18:15 del 30 de agosto de 2011, cuando se hundió en el muelle Reina Victoria, en Cádiz, tras chocar con la escollera de Punta Soto, fuera del puerto.
Reflotado, el pecio fue trasladado a varadero para someterlo a una recuperación integral, bajo la dirección del ingeniero naval José Ruiz Cortés; sin embargo, tras el cierre del varadero, en febrero de 2016 se decidió desguazarlo debido a su mal estado, acción que finalmente no se llevó a cabo.
A fecha de 2025, el pecio del buque permanece en plena degradación en El Puerto de Santa María, como parte de un paseo fluvial de reciente construcción.

## Historia
La comunicación naval en la Bahía de Cádiz data de tiempo inmemorial y, con el paso de los años, se institucionalizó la creación de servicios estables entre las ciudades citadas ya en la época de los barcos de vapor, primero con el Cádiz, que explosionó en 1929 en el muelle portuense de las Galeras Reales, siendo sustituido por el Adriano I, motonave en servicio hasta 1955, alternando con el Adriano II que se utilizó hasta 1982.
El Adriano III (o Adriano Tercero, según rezaba el nombre a bordo del propio barco) es el que hoy se conoce como Vaporcito. Data de 1955 y fue encargado a los astilleros de San Adrián en Vigo; realizaba la travesía en unos 40-50 minutos dependiendo del clima. La nave funcionaba con motores de explosión. Declarado por la Junta de Andalucía como Bien de Interés Cultural (BIC) en 2001, la máxima figura de protección del patrimonio cultural en España, en él se rodaron películas como La Lola se va a los puertos, La Becerrada o Calle 54. Su imagen sigue siendo el logotipo turístico de El Puerto de Santa María.

## Hundimiento en 2011
El 30 de agosto de 2011, el Adriano III sufrió un incidente durante su recorrido desde El Puerto de Santa María hacia Cádiz. Saliendo de la capital gaditana a las 17:00 hora del 30 de agosto de 2011, en un día soleado y con la mar en calma, a las 17:50 aproximadamente sufre una colisión, que lo obliga a volver a puerto por riesgo de hundimiento. A una velocidad de 3 nudos, consiguió recorrer los casi 1,5 km desde las escolleras hasta el muelle Reina Victoria de la dársena de Cádiz, donde se hundió finalmente. Lo que en principio se publicó como una magnífica actuación del encargado del barco al evitar males mayores, se demostró después que fue un hundimiento causado por un error humano suyo. Los últimos tripulantes son mencionados como Juan Antonio Patrón, Juan Jefe Máquinas y Jesús Mecánico-Marinero del Vaporcito del Puerto de Santa María.
Tras estar sumergido durante veintiocho días, finalmente el 27 de septiembre fue reflotado por la empresa armadora y trasladado al Dique n.º 3 de los astilleros de Navantia, en San Fernando, por el remolcador Obama.
El 28 de noviembre fue trasladado al Varadero del Guadalete, en la margen derecha del río. El portavoz de los nuevos socios compareció en rueda de prensa junto al alcalde de El Puerto de Santa María para comunicar que la embarcación sería sometida a las primeras pruebas de navegación en febrero de 2012, a ser posible el 28, Día de Andalucía, y que el 12 de marzo, coincidiendo con el Bicentenario de la Pepa, haría su primer viaje de El Puerto a Cádiz, sin embargo, las previsiones iniciales de los plazos de ejecución indicados por los carpinteros de ribera no se ajustan a los trabajos requeridos por el armador, que encarga la dirección de los trabajos de recuperación de la embarcación al ingeniero naval José Ruiz Cortés.
El 30 de agosto de 2012 el nuevo propietario anunció que el Vaporcito volvería a navegar en la primavera siguiente prometiendo a los tripulantes que iban a ser los mismos. Para ello, se hizo un nuevo diseño del barco de una sola cubierta y muchas facilidades para las personas con discapacidad que entonces no tenía.
En 2014 cesaron todas las actividades en el Varadero del Guadalete; siendo derribadas sus instalaciones y quedando, por tanto, el Vaporcito de El Puerto en estado de abandono y sin que se hayan hecho apenas trabajos de rehabilitación en él, y en febrero de 2016 se decidió desguazarlo.

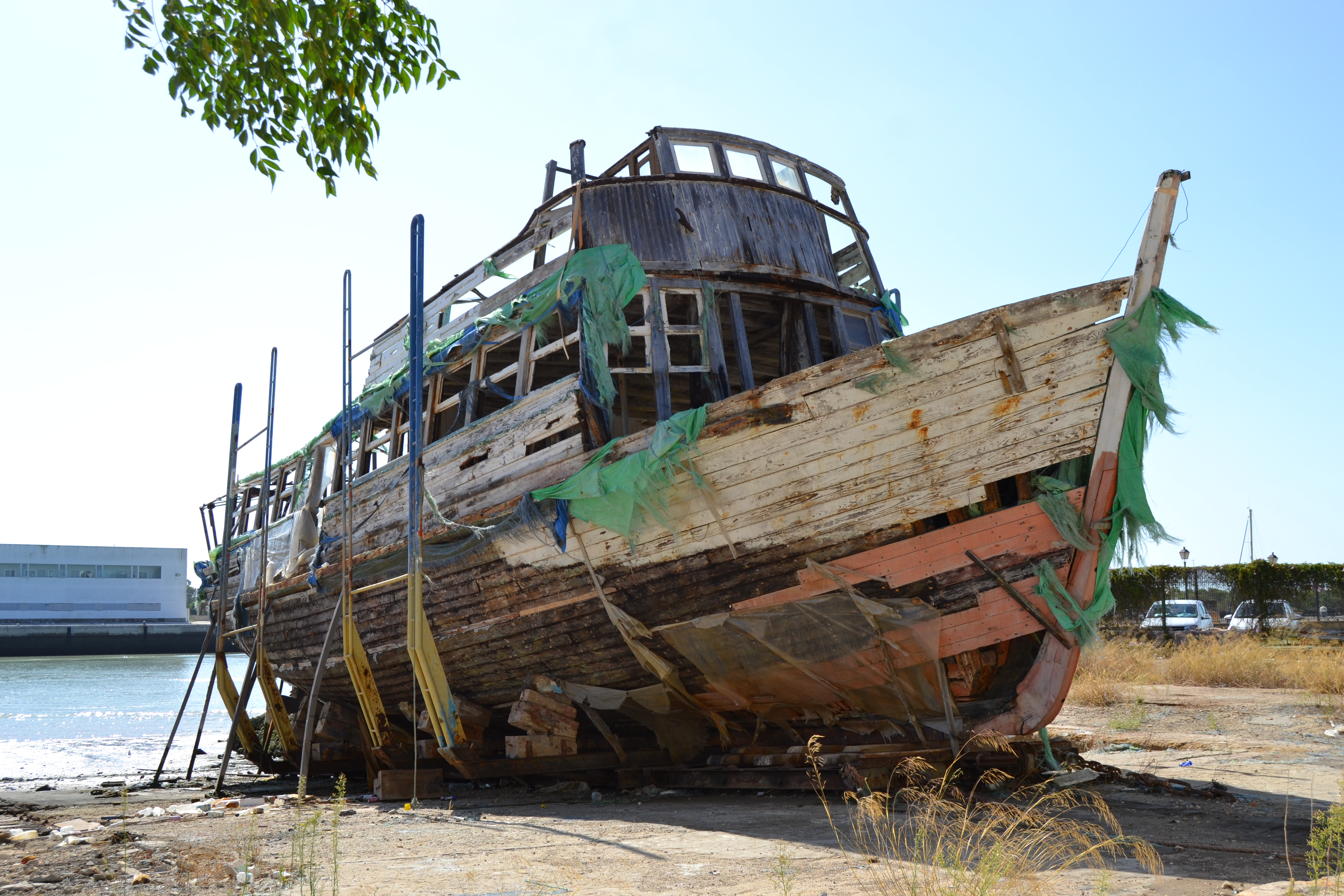
El buque varado, antes de la construcción del paseo fluvial a su alrededor.

En 2020 una iniciativa ciudadana se hace con la titularidad de la nave para ponerla en valor.
A fecha de 2025, continúa degradándose por acción de los elementos, quedando gran parte del casco (deformándose por su propio peso), la cubierta de pasaje y los restos del puente de mando. El eje de la hélice y el timón aún se conservan. En 2024 se inauguró un nuevo paseo fluvial alrededor de los restos del Vaporcito, a poca distancia de la Terminal Marítima, y que cuenta con pequeños puentes peatonales, zonas verdes y bancos. El pecio no cuenta con ningún vallado ni protección, quedando totalmente accesible para los usuarios del paseo.